# 波斯尼亞和黑塞哥維那聯邦廣播電視台
波斯尼亞和黑塞哥維那聯邦廣播電視台（波斯尼亞語和克羅地亞語：Radio-televizija Federacije Bosne i Hercegovine，簡稱RTVFBiH）是波斯尼亞和黑塞哥維那下轄波斯尼亞和黑塞哥維那聯邦的公共廣播機構，其總部設於該國首都薩拉熱窩。此機構由負責公共電台廣播服務的聯邦電台以及公共電視廣播服務的聯邦電視台（Federalna Televizija）組成，並主要製作波斯尼亞語與克羅地亞語節目供上述頻道播放。另一方面，波斯尼亞和黑塞哥維那聯邦廣播電視台在2001年成立初時曾經擁有兩條分別名為聯邦電視台第一台（FTV1）以及聯邦電視台第二台（FTV2）的電視頻道，不過後來已於2003年4月合二為一變成現時的聯邦電視台。

## 外部連結
- 波斯尼亞和黑塞哥維那聯邦廣播電視台官方網站 （页面存档备份，存于）